# 亨利-乔治·克鲁佐
亨利-喬治·克魯佐（法語：Henri-Georges Clouzot；1907年11月20日—1977年1月12日）。生於法國尼奧爾，是法國知名電影和紀錄片導演、編劇和製片人。其電影風格以驚悚片聞名。他是目前唯四在國際三大影展獲得大滿貫的導演之一（剩下的分別為勞勃·阿特曼、米開朗基羅·安東尼奧尼以及賈法·潘納西）更是唯一一位以一部電影（恐懼的代價）同時獲得金棕櫚獎和金熊獎的導演。
亨利·喬治·克魯佐以拍攝曲折離奇的驚險片而著名，藝術風格別緻，主題獨樹一幟。並且，他是法國新浪潮之前法國電影的中堅力量，也是現代心理恐怖片的始祖，被譽為法國的“希區考克”。

## 外部連結
- 互联网电影数据库（IMDb）上《亨利-乔治·克鲁佐》的资料（英文）
- 豆瓣电影上《亨利-乔治·克鲁佐》的資料 （简体中文）
- （页面存档备份，存于）
- （页面存档备份，存于）